# فاطمة خاتون (ابنة عثمان الأول)
فاطمة خاتون (بالتركية: Fatma Hatun)‏ ولدت عام 1284 في سوغوت هي الابنة الوحيدة للسلطان عثمان الأول مؤسس الدولة العثمانية ومال خاتون وأخت السلطان أورخان غازي،وتوفيت عام 1347 في بورصة.

## التصوير

ليا كيرشان بدور فاطمة خاتون.

- قامت الممثلة التركية ليا كيرشان بشخصية فاطمة خاتون في مسلسل المؤسس عثمان في عام 2023.